# Andalo
Andalo est une commune italienne d'environ 1 000 habitants située dans la province autonome de Trente dans la région du Trentin-Haut-Adige dans le nord-est de l'Italie.

## Cyclisme
Andalo a été à l'arrivée de la 16e étape du giro 2016 à l'issue d'une courte étape de 132 km et de cette ascension classée en troisième catégorie. Alejandro Valverde remportait cette étape juste devant le porteur du maillot rose Steven Kruijswijk.
La montée fut également grimpée sur la 1re étape du Tour des Alpes 2024.

## Administration
| Période                                  | Période | Identité | Étiquette | Qualité |
| ---------------------------------------- | ------- | -------- | --------- | ------- |
|                                          |         |          |           |         |
| Les données manquantes sont à compléter. |         |          |           |         |

### Communes limitrophes
Les communes limitrophes sont  Cavedago, Fai della Paganella, Molveno, San Lorenzo Dorsino, Terre d'Adige et Vallelaghi.